# Horacio Velarde
Horacio Velarde (Buenos Aires, Argentina; 1915 - ibídem, 1939) fue un galán muy famoso y prometedor de la época dorada cinematográfica argentina. Era sobrino del escritor Hugo Wast.

## Carrera
Velarde fue un talentoso joven que se dedicó desde muy chico a la actuación. Primero en la radio (radioteatros) y luego en el cine dejó su imponente belleza en el único papel de galán con la que se lució.
Llegó a filmar su único film, La chismosa en 1938, ya que falleció en plena juventud.
Trabajó con actores de la talla de Lola Membrives, Augusto Codecá, Amanda Varela, Milagros de la Vega y José Olarra, Héctor Quintanilla, Amalia Bernabé y Jorge Lanza.

## Crimen
Horacio Velarde falleció de la forma más trágica y absurda posible. Descripto por sus colegas como “muy distraído”, un día de 1939 recibió un balazo en la frente luego de asomarse tras oír un tiroteo fuera de su casa. Murió en el acto. Sus restos descansan en el Panteón argentino de actores del Cementerio de la Chacarita. Tenía tan solo 24 años.